# 学校法人浪商学園
学校法人浪商学園（がっこうほうじんなみしょうがくえん）とは、大阪府泉南郡熊取町に本部を置く学校法人。

## 沿革
- 1921年 -徳永四郎、 大阪府大阪市天王寺区に浪華商業実修学校を創立。
- 1923年 - 大阪市南区（現在の中央区）に移転。
- 1924年 - 浪華商業学校（第1次）に校名変更。
- 1926年 - 大阪市東淀川区に移転。
- 1932年 - 浪華高等商業学校設立認可。
- 1935年 - 浪華商業学校の校舎焼失、乱脈運営が問題化し徳永理事長・校長が辞任し野田三郎が後任の理事長・校長に（浪華高商は昭和高等商業学校として分離　現・大阪経済大学）。
- 1943年 - 戦時臨時措置に伴い工業学校に転換、校名を淡路工業学校に改称。
- 1946年 - 商業学校に復帰し、浪華商業学校に校名復元。
- 1947年 - 学制改革に伴い浪商中学校設立。
- 1948年 - 浪華商業高等学校設立。商業科を設置
- 1949年 - 浪商附属幼稚園設立。
- 1951年 - 大阪府指令により学校法人浪華学園と組織変更の件認可。
- 1959年 - 学校法人浪商学園浪商高等学校に校名変更。普通科を設置。
- 1963年 - 大阪市東淀川区から茨木市に移転。
- 1965年 - 大阪体育大学体育学部設立。
- 1966年 - 浪商高等学校に体育科を設置。
- 1983年 - 高槻市に浪商高等学校普通科高槻学舎を開設。
- 1985年 - 浪商高等学校高槻学舎を大阪青凌高等学校と改称。大阪青凌中学校設立。
- 1987年
  - 浪商高等学校・大阪体育大学附属中学校を大阪府泉南郡熊取町に移転。
  - 浪商高等学校を普通科に統一。
- 1989年
  - 大阪体育大学 大阪府泉南郡熊取町に移転。
  - 大阪体育大学附属福祉専門学校設立。
  - 浪商高等学校を大阪体育大学浪商高等学校と改称。
  - 浪商附属幼稚園を大阪体育大学浪商幼稚園と改称。
- 2014年 - 大阪体育大学附属中学校を大阪体育大学浪商中学校へ改称。

## 設置校
- 大阪体育大学
- 大阪体育大学浪商中学校・高等学校
- 大阪青凌中学校・高等学校
- 大阪体育大学浪商幼稚園

## 廃止校
- 大阪体育大学短期大学部
- 大阪体育大学附属福祉専門学校